# Harry Fry
Pour les articles homonymes, voir Fry.
Harry Fry, né le 13 septembre 1905 à Dundas (Ontario) et mort en 1985 à Dundas, est un rameur d'aviron canadien.

## Carrière
Après avoir obtenu une médaille de bronze aux Jeux de l'Empire britannique de 1930 en huit, Harry Fry participe aux Jeux olympiques de 1932 à Los Angeles. Il y remporte la médaille de bronze en huit.